# Feliciano Viera

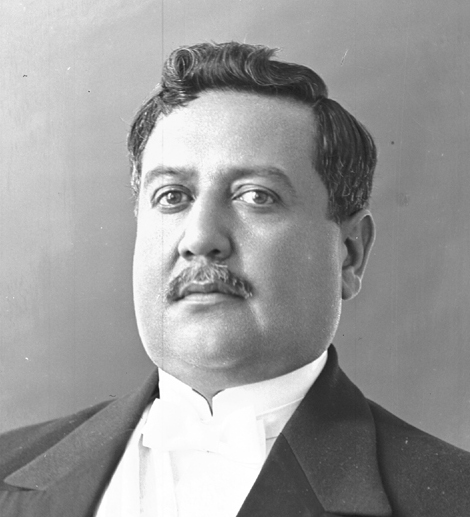
Feliciano Viera

Feliciano Alberto Viera Borges (* 1872 in Salto; † 1927 ebenda) war ein uruguayischer Politiker der Partido Colorado. Vom 1. März 1915 bis zum 1. März 1919 war er Präsident der Republik Uruguay.
Viera diente unter dem Präsidenten José Batlle y Ordóñez als Innenminister, dem er politisch sehr nahestand. So führte er in seiner Amtszeit Reformen im Sinne seines Vorgängers durch, die vor allem das Ziel hatten, den uruguayischen Sozialstaat weiter auszubauen.
Wichtige politische Ereignisse seiner Amtszeit waren der Abbruch der Beziehungen zum Deutschland während des Ersten Weltkrieges im Jahr 1917, die Annahme einer neuen Verfassung im selben Jahr, die die exekutive Macht zwischen dem Präsidenten und einem nationalen Verwaltungsrat aufteilte, und ab 1916 die vollständige Trennung von Kirche und Staat.